# Disfenoide
En geometría, un disfenoide (del griego sphenoeides, "en forma de cuña") es un tetraedro cuyas cuatro caras son triángulos congruentes con ángulos agudos. También se puede describir como un tetraedro en el que cada dos aristas opuestas tienen longitudes iguales. Otros nombres para la misma forma son esfenoides, bisfenoides, tetraedro isósceles, tetraedro equifacial, tetraedro casi regular, y tetramonoedro.
Todos los ángulos sólidos y las figuras de vértice de un disfenoide son iguales, y la suma de los ángulos de las caras concurrentes en cada vértice es igual a dos ángulos rectos. Sin embargo, un disfenoide no es un poliedro regular, porque, en general, sus caras no son polígonos regulares y sus aristas tienen tres longitudes diferentes. 

## Casos especiales y generalizaciones
Si las caras de un disfenoide son triángulos equiláteros, la figura es un tetraedro regular con simetría tetraédrica Td, aunque normalmente no se denomina disfenoide. Cuando las caras de un disfenoide son triángulos isósceles, se llama disfenoide tetragonal. En este caso, posee simetría diédrica D2d. Un esfenoide formado por triángulos escalenos se llama disfenoide rómbico, y posee una simetría diédrica D2. A diferencia del disfenoide tetragonal, el disfenoide romboidal no tiene simetría de reflexión, por lo que es quiral. Tanto los disfenoides tetragonales como los disfenoides romboidales son isoedrales: además de ser congruentes entre sí, todas sus caras son simétricas entre sí. 
No es posible construir un disfenoide con triángulos rectángulos o con caras triangulares obtusas. Cuando se asocian triángulos rectángulos al patrón de un disfenoides, forman una figura plana (un rectángulo doblemente cubierto) que no encierra ningún volumen. Cuando los triángulos obtusos se asocian de esta manera, la superficie resultante se puede plegar para formar un disfenoide (según el teorema de unicidad de Aleksándrov) pero uno con caras triangulares agudas y con aristas que en general no se encuentran a lo largo de los lados de los triángulos obtusos dados. 
Dos tipos más de tetraedro generalizan el disfenoide y tienen nombres similares. El disfenoide digonal tiene caras con dos formas diferentes, ambas triángulos isósceles, con dos caras de cada forma. El dispenoides fílico es similar, pero con dos formas de triángulos escalenos. 
Los disfenoides también se pueden ver como antiprismas digonales o como prismas cuadriláteros alternados.

## Caracterizaciones
Un tetraedro es un disfenoide si y solo si su paralelepípedo circunscrito posee exclusivamente ángulos rectos.
También se tiene que un tetraedro es un disfenoides si y solo si el centro de la esfera circunscrita y de la esfera inscrita coinciden.
Otra caracterización establece que si d1, d2 y d3 son las perpendiculares comunes de AB y CD ; AC y BD ; y AD y BC, respectivamente en un tetraedro ABCD, entonces el tetraedro es un disfenoide si y sólo si d1, d2 y d3 son perpendiculares dos a dos.
Los disfenoides son los únicos poliedros que tienen infinitas líneas geodésicas cerradas que no se cruzan entre sí (es decir, en un disfenoide, sus líneas geodésicas cerradas no se cruzan entre sí).
Los disfenoides son tetraedros en los que las cuatro caras tienen el mismo perímetro, los tetraedro en los que las cuatro caras tienen la misma área, y los tetraedros en los que los defectos angulares de los cuatro vértices son iguales a π. También son los poliedros que contienen una red en forma de triángulos agudos, que dividen en cuatro triángulos similares cada cara mediante segmentos que conectan los puntos medios de las tres aristas la cara.

## Fórmulas métricas
El volumen de un disfenoide con bordes opuestos de longitud l, m y n, viene dada por
{\displaystyle V={\sqrt {\frac {(l^{2}+m^{2}-n^{2})(l^{2}-m^{2}+n^{2})(-l^{2}+m^{2}+n^{2})}{72}}}.}
La esfera circunscrita tiene radio (el circunradio) 
{\displaystyle R={\sqrt {\frac {l^{2}+m^{2}+n^{2}}{8}}}}
y la esfera inscrita tiene radio
{\displaystyle r={\frac {3V}{4T}}}
donde V es el volumen del disfenoide y T es el área de cualquier cara, que viene dada por la fórmula de Herón. También existe la siguiente relación, que conecta el volumen y el circunradio:
{\displaystyle \displaystyle 16T^{2}R^{2}=l^{2}m^{2}n^{2}+9V^{2}.}
Los cuadrados de las longitudes de las bimedianas son
{\displaystyle {\tfrac {1}{2}}(l^{2}+m^{2}-n^{2}),\quad {\tfrac {1}{2}}(l^{2}-m^{2}+n^{2}),\quad {\tfrac {1}{2}}(-l^{2}+m^{2}+n^{2}).}

## Otras propiedades
Si las cuatro caras de un tetraedro tienen el mismo perímetro, entonces el tetraedro es un disfenoide.
Si las cuatro caras de un tetraedro tienen la misma área, entonces es un disfenoide.
Los centros de las esferas circunscrita e inscrita coinciden con el centroide del disfenoide.
Las bimedianas son perpendiculares a los lados que conectan y entre sí.

## Panales y cristales

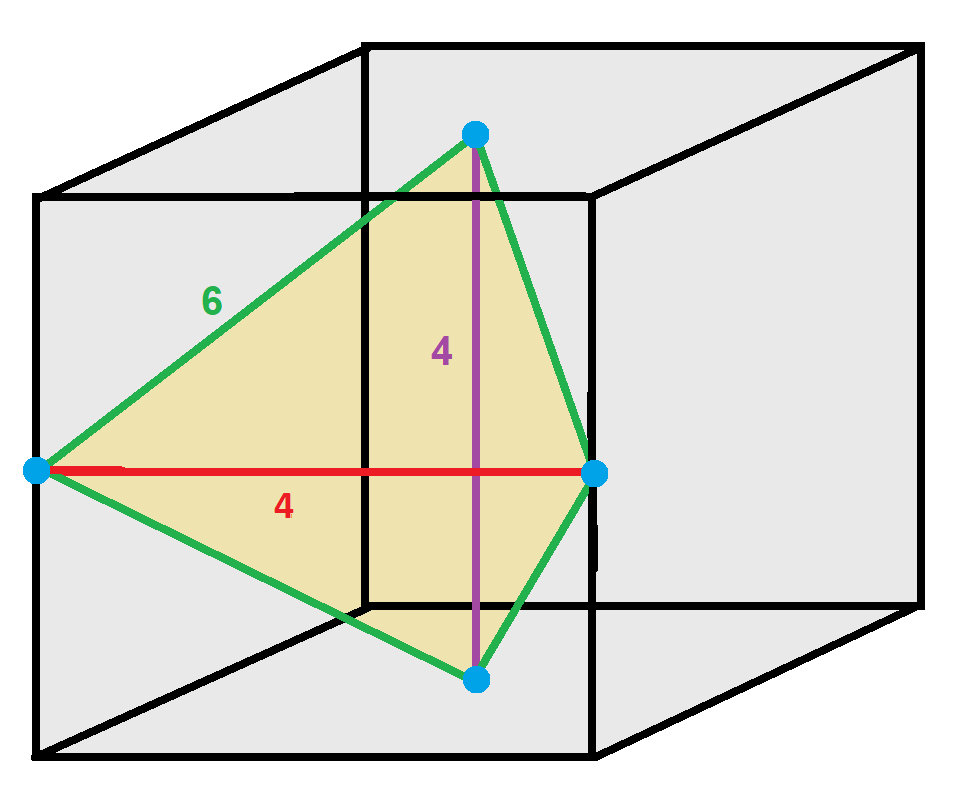
Un disfenoide tetraédrico que llena el espacio dentro de un cubo. Dos aristas tienen ángulos diedros de 90°, y cuatro aristas tienen ángulos diedros de 60°

Algunos disfenoides tetragonales formarán panales. El disfenoide cuyos cuatro vértices son (-1, 0, 0), (1, 0, 0), (0, 1, 1) y (0, 1, -1) tiene esta propiedad. Cada una de sus cuatro caras es un triángulo isósceles con bordes de longitudes √ 3, √ 3 y 2. Se puede teselar espacio para formar un panal tetraédrico disfenoidal. Como describeGibb (1990), se puede plegar sin necesidad de cortes ni de superposiciones a partir de una sola hoja de papel tamaño A4.
El término disfenoide también se usa para describir dos formas de cristales: 
- Un cristal en forma de cuña del sistema tetragonal u ortorrómbico, que posee cuatro caras triangulares que son iguales y que corresponden en posición a caras alternas de la dipirámide tetragonal u ortorrómbica. Es simétrico respecto a cada uno de los tres ejes de simetría marcados, mutuamente perpendiculares en todas las clases, excepto en la tetragonal-disfenoidal, en la que la forma se genera mediante un eje de simetría de tétrada inversa.
- Una forma cristalina delimitada por ocho triángulos escalenos dispuestos en pares, que constituyen un escalenoedro tetragonal.

## Otros usos
Seis disfenoides tetragonales unidos de extremo a extremo en un anillo construyen un caleidociclo, un juguete construido a base de un papel plegado que se puede hacer rotar para transformarse en cuatro juegos de caras de un hexágono distintas. 